# David Wimleitner
David Wimleitner (* 21. Jänner 1976) ist ein ehemaliger österreichischer Fußballtorwart und jetziger Fußballtrainer.

## Karriere

### Als Spieler
Wimleitner begann seine Karriere beim SV Grieskirchen, bei dem er auch erste Schritte im Herrenfußball setzte. 1998 wechselte er zum Bundesligisten LASK. Im Mai 1999 debütierte er am 35. Spieltag der Saison 1998/99 gegen den SC Austria Lustenau in der Bundesliga. Mit dem LASK musste er in der Saison 2000/01 in die zweite Liga absteigen. Im Jänner 2003 wechselte er zum Regionalligisten SC Schwanenstadt. Im Sommer 2003 wechselte er zum SV Windischgarsten. 2004 kehrte er zum Viertligisten SV Grieskirchen zurück. In der Saison 2005/06 konnte Wimleitner mit Grieskirchen in die Regionalliga aufsteigen. Nach zwei Saisonen in der Regionalliga Mitte stieg Grieskirchen wieder in die OÖ Liga ab. Zur Saison 2008/09 wechselte er zum Regionalligisten FC Blau-Weiß Linz. Mit BW Linz konnte er 2010/11 in den Profifußball aufsteigen.
Nach dem Abstieg in die Regionalliga in der Saison 2012/13 beendete Wimleitner seine Karriere. Im September 2013 und April 2016 half er als Ersatztormann aus.

### Als Trainer
Nach seinem Karriereende wurde Wimleitner Torwart-Trainer von BW Linz. Im Oktober 2014 wurde er Sportdirektor der Linzer. Nach dem Aufstieg in den Profifußball trat Wimleitner von seinem Posten zurück. Im August 2016 kehrte er als Sportvorstand zu BW Linz zurück. Nach der Beurlaubung von Wilhelm Wahlmüller wurde Wimleitner bis Anfang Oktober 2016 interimistisch Cheftrainer. Nachdem sich Blau-Weiß Linz im Oktober 2017 nach 15 Runden von Trainer Günther Gorenzel getrennt hatte, übernahm Wimleitner bis zur Winterpause erneut die Mannschaft des FC Blau-Weiß Linz.

## Persönliches
Wimleitner absolvierte erfolgreich ein Studium in Sozial- und Wirtschaftswissenschaften an der Johannes-Kepler-Universität in Linz.